# 木下智裕 (自転車選手)
木下智裕（きのした ともひろ、1991年4月19日 - ）は、神奈川県出身の元自転車競技（ロードレース）選手。

現在は選手としての経験を活かしたプロフィッターとして活躍している。

## 来歴
2009年
- JOC ジュニアオリンピック スクラッチ　優勝
- Tour de l'Abitibi  Stage 5 3位
- ジュニア世界選手権（ロシア）スクラッチ 13位

2010年
2012年
- アジア選手権 U23 個人ロードレース 優勝[1]
- 世界選手権ロードレース U23 （オランダ）　出場

2013年
- 日本人ロード選手として初めて、ワールドサイクリングセンター（WCC）に派遣される。[2]
- UCI U23 Nations Cup  - Coupe des nations Ville Saguenay（カナダ）出場
- UCI U23 Nations Cup  -  La Côte Picarde（フランス） 66位
- UCI U23 Nations Cup  - ZLM Tour （オランダ） 27位
- UCI U23 Nations Cup  - Asian Cycling Championships - Road race New Delhi - New Delhi　36位
- Prix de Valentin（フランス）　36位
- Trofeo Diputacio de València（スペイン） - Stage 1　15位

シーズン末をもって自転車競技を引退する旨をブログにて発表